# Chloroceryle inda
Chloroceryle inda е вид птица от семейство земеродни рибарчета (Alcedinidae).

## Разпространение
Видът е разпространен в Боливия, Бразилия, Венецуела, Гвиана, Еквадор, Колумбия, Коста Рика, Никарагуа, Панама, Парагвай, Перу, Суринам и Френска Гвиана.